# 杉原あつ子
杉原 あつ子（すぎはら あつこ、8月22日 - ）は、日本のカンツォーネ歌手、女優。和歌山県出身。

## 来歴
御坊市出身。和歌山県立日高高等学校、1981年駒澤大学文学部歴史学科卒業。
大学在学中から文学座附属演劇研究所に入所。大学卒業後は舞台やテレビドラマの俳優として活動。杉村春子に師事｡演劇のかたわら、歌のレッスンを続ける。カンツォーネは村上進に師事。1988年からライブハウス、シャンソニエなどで歌い始める。その後、活動を歌にしぼり、カンツォーネ(イタリアン・ポップス)に日本語の繊細な表現を合わせて歌うとともに、日本語の訳詞にも力を入れる。2008年5月に発表したセカンド・アルバム「Portrait」では作詞を手がけた

。

## ディスコグラフィ

### アルバム
- 1st『Senza Fine～いつまでも～』2003.4.25 (日本語の訳詞で歌うイタリアンポップス)
- 2nd『Portrait ありのまま かんじるままに』2008.5.12 (全曲オリジナルナンバーを収録)